# Martin Heigl
Johann Martin Heigl (* um 1730, † 1774) war ein bayerischer Freskant des ausgehenden Rokoko.

## Leben
Über Geburt und Herkunft Martin Heigls ist wenig bekannt, nach Bénézit (Künstlerlexikon) wurde er in Konstanz geboren. Heigl war ein Schüler von Johann Baptist Zimmermann, von dem er schon früh gefördert wurde. Bestimmte Künstlersignaturen werden als Nachweis für seine Tätigkeit als Subunternehmer für Zimmermann ab 1753 interpretiert. Andererseits wurde Heigl noch 1757 als Zimmermanns „Mallergsöll“ erwähnt. Als seit 7. September 1757 „hofbefreiter“ Künstler konnte er auch nach dem Tod Zimmermanns 1758 eigene Aufträge annehmen. 1757 heiratete Heigl die 1726 in Eggenfelden geborene Magdalena Schneider. Um 1766 zog Heigl mit seiner Familie von Raitenhaslach nach München. Heigl starb 1774. Das genaue Datum und der Sterbeort sind unbekannt.
Regionale Schwerpunkte seines Schaffens sind die Gegenden um Bad Aibling, Erding, Mühldorf und das südliche Oberbayern mit dem Innviertel. Neben Fresken erstellte Heigl auch einzelne Altarbilder.

## Werke (Auswahl)

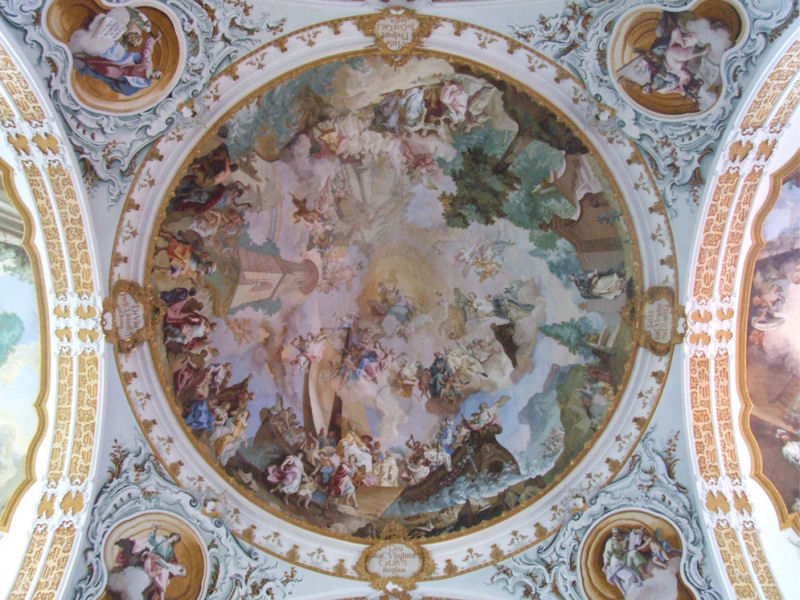
Deckenfresko in der Wallfahrtskirche Marienberg.

- Altarblätter, Chor- und Langhausfresken in Mariä Himmelfahrt in Bad Aibling (1756 als Mitarbeiter von Johann Baptist Zimmermann)
- Chorfresko in St. Leonhard bei Wessobrunn (1756 als Mitarbeiter von Johann Baptist Zimmermann)
- Teile der Gewölbe- und Wandfresken im Steinernen Saal und Gartensaal im Schloss Nymphenburg (1756–1757 als Mitarbeiter von Johann Baptist Zimmermann)
- Langhausfresko in St. Martin in München-Moosach (1758)
- Fresken in Chor und Langhaus in der Wallfahrtkirche Wilparting (1759)
- Deckenfresko der Abtskapelle im Kloster Raitenhaslach (1762)
- Chor- und Langhausfresken in St. Johannes Baptist in Burgkirchen (1762–1763)
- Kuppelfresko, vier Konchen-Fresken, Fresko unter Empore und Emblembilder in den Pendentifs sowie Stucco finto in der Wallfahrtskirche Marienberg (1763–1764)
- Chor- und Langhausfresken, sowie Stucco finto in Mariä Verkündigung in Altenerding (1767)
- Freskenzyklus in Chor, Kuppel und Langhaus in St. Nikolaus in Mühldorf (1771–1772)